# Ініціативники
Ініціати́вники — учасники нонконформістського руху євангельських християн-баптистів за проведення Всесоюзного з'їзду і відкрите обговорення церковно-державних відносин в СРСР.
Ініціативна група була створена у квітні 1961 році в Узловській церкві ЄХБ (Тульська область). Окрім О. Прокоф'єва і Г. Крючкова лідерами ініціативників стали представники українських євангельських церков Г. Вінс і Борис Здоровець.
Після безрезультатних звернень до ВРЄХБ лідери ініціативників створили Оргкомітет (1962), а потім і самостійну міжцерковну організацію — Раду Церков ЄХБ. Оргкомітет відлучив керівництво ВРЄХБ від Церкви. Вже у 1965 р. Рада Церков об'єднувала сотні церков, які відішли від ВРЄХБ. Попри те, що керівники ВРЄХБ у 1966 р. принесли публічне покаяння за конформізм з владою, відмінили Інструктивний лист і змінили Устав, розкол поширився.
РЦ ЄХБ відмовилась реєструвати свої громади і в підпільних умовах розгорнула правозахисну діяльність і активне служіння (працю з дітьми та молоддю, євангелізаційні акції, власне видавництво). Частина українських церков вийшла із складу РЦ ЄХБ, не погоджуючись з ієрархічною систему керівництва і його радикалізмом; вони створили рух автономних церков (нині — Братство незалежних церков і місій України).
Сьогодні служіння нереєстрованих церков ЄХБ представлено Міжнародною радою Церков ЄХБ, яка об'єднує громади в СНД, Німеччині, США та інших країнах в єдину спільноту консервативних християн («відділених»).